# Gueures
Gueures ist eine französische Gemeinde mit 524 Einwohnern (Stand: 1. Januar 2022) im Département Seine-Maritime in der Region Normandie (vor 2016 Haute-Normandie). Sie gehört zum Arrondissement Dieppe und zum Kanton Luneray (bis 2015 Bacqueville-en-Caux). Die Einwohner werden Gueurais genannt.

## Geographie
Gueures liegt etwa 19 Kilometer südwestlich von Dieppe im Pays de Caux. Umgeben wird Gueures von den Nachbargemeinden Avremesnil im Norden, Ambrumesnil im Norden und Nordosten, Thil-Manneville im Osten, Brachy im Süden, Luneray im Südwesten, La Gaillarde im Westen sowie Saint-Pierre-le-Vieux im Westen und Nordwesten.

## Bevölkerungsentwicklung
| Jahr                      | 1962 | 1968 | 1975 | 1982 | 1990 | 1999 | 2006 | 2013 |
| Einwohner                 | 570  | 552  | 533  | 484  | 462  | 530  | 509  | 547  |
| Quelle: Cassini und INSEE |      |      |      |      |      |      |      |      |

## Sehenswürdigkeiten

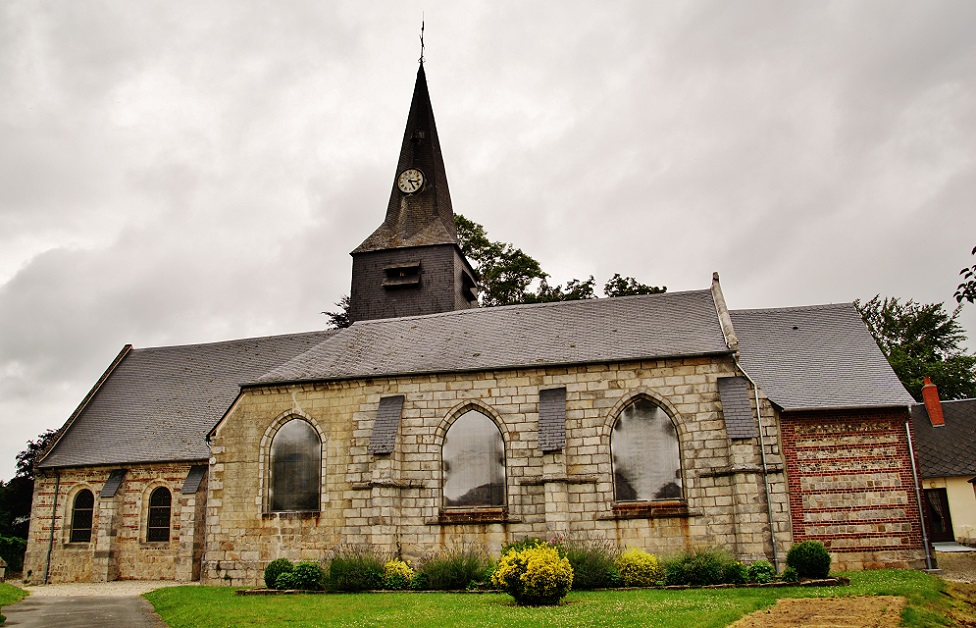
Kirche Saint-Pierre

- Kirche Saint-Pierre aus dem 12. Jahrhundert